# Ozzie Smith
Pour les articles homonymes, voir Smith.
Osborne Earl Smith (né le 26 décembre 1954 à Mobile, Alabama) est un ancien joueur américain de baseball qui a joué avec les Padres de San Diego (4 saisons) et les Cardinals de Saint-Louis (15 saisons). Surnommé The Wizard, une référence au magicien d'Oz et un jeu de mots avec son prénom, il fut élu au Temple de la renommée du baseball en 2002, sa première année d'éligibilité.
Pendant sa carrière il a gagné 13 fois le gant doré pour les arrêts-courts en 19 saisons d'activité. Il a accumulé 2460 coups sûrs, 28 coups de circuit, 580 buts volés et 1257 points comptés. 

## Palmarès
- Seconde place lors du vote pour le recrue de l'année en 1978
- Élu 15 fois à l'équipe des étoiles
- 13 fois vainqueur du gant doré
- Meilleur joueur du championnat de la Ligue nationale en 1985

## Télévision
Ozzie Smith est apparu en compagnie de huit autres joueurs des ligues majeures dans Homer at the Bat, un épisode de la série Les Simpson originellement diffusé le 20 février 1992.

## Statistiques en carrière
| Statistiques de frappeur |            |            |      |      |      |      |     |    |    |     |     |     |      |     |       |       |       |
|                          |            |            | G    | AB   | R    | H    | 2B  | 3B | HR | RBI | SB  | CS  | BB   | SO  | BA    | OBP   | SLG   |
| Totaux                   | 19 saisons | 19 saisons | 2573 | 9396 | 1257 | 2460 | 402 | 69 | 28 | 793 | 580 | 148 | 1072 | 589 | 0,262 | 0,337 | 0,328 |